# Cantó de Mussy-sur-Seine
El cantó de Mussy-sur-Seine és un antic cantó francès del departament de l'Aube, situat al districte de Troyes. Té 8 municipis i el cap és Mussy-sur-Seine. Va desaparèixer el 2015.

## Municipis
- Celles-sur-Ource
- Courteron
- Gyé-sur-Seine
- Mussy-sur-Seine
- Neuville-sur-Seine
- Plaines-Saint-Lange
- Polisot
- Polisy

## Història
| Data d'elecció                           | Identitat             | Partit                     | Qualitat |
| ---------------------------------------- | --------------------- | -------------------------- | -------- |
| 1945-1949                                | Marcel Noël           | PCF                        |          |
| 1949-1955                                | Henri Demussy         | RGR                        |          |
| 1955-1973                                | Marcel Noël           | PCF, després Divers gauche |          |
| 1973-1985                                | André Collin          | PS                         |          |
| 1985-2011                                | Alain Deroin          | UDF, després NC            |          |
| 2011-2015                                | Henri Petit de Bantel | Divers droite              |          |
| les dades anteriors no són pas conegudes |                       |                            |          |
|                                          |                       |                            |          |

## Demografia
| A partir de 1990: Població sense dobles comptes |